# Вильдьё-ле-Поэль-Руффиньи
Вильдьё-ле-Поэль-Руффиньи (фр. Villedieu-les-Poêles-Rouffigny) — новая коммуна на северо-западе Франции, находится в регионе Нормандия, департамент Манш, округ Сен-Ло. Центр кантона Вильдьё-ле-Поэль-Руффиньи. Расположена в 35 км к югу от Сен-Ло и в 22 км к северо-востоку от Авранша. Через территорию города проходит автомагистраль А84 "Дорога эстуарий". В 1.5 км к югу от центра коммуны находится железнодорожная станция Вильдьё-ле-Поэль линии Аржантан-Гранвиль.
Коммуна Вильдьё-ле-Поэль-Руффиньи образована 1 января 2016 года путем слияния коммун Вильдьё-ле-Поэль и Руффиньи. Центром новой коммуны является Вильдьё-ле-Поэль. От него к новой коммуне перешли почтовый индекс и код INSEE. На картах в качестве координат Вильдьё-ле-Поэль-Руффиньи указываются координаты Вильдьё-ле-Поэль.
Население (2018) — 3 865 человек. 

## История
Своим названием Вильдьё (Villedieu («Ville Dieu»), в переводе с французского - "Божий город") обязан ордену рыцарей Госпитальеров, который впоследствии стал Мальтийским орденом. В XII веке король Англии и герцог Нормандии Генрих I подарил Вильдьё этому ордену. Низкие налоги и хорошее управление привлекли людей в Вильдьё. Рыцари привезли с собой с Востока передовые технологии обработки меди, и к XIV веку Корпорация Медников Вильдьё была официально признана королями Франции.
Во время Революции жители Вильдьё, в отличие от населения большинства соседних территорий, поддерживали революционеров. Причина этой поддержки заключалась в том, что революция отменила таможенные пошлины между французскими регионами; до революции медные кастрюли, поставляемые из Вильдьё в расположенную в 50 километрах Бретань, облагались более высокими пошлинами, чем кастрюли, импортируемые из Португалии. После проигранной битвы с шуанами мужчины Вильдьё бежали благодаря своим жёнам, которые бросали камни, цветочные и ночные горшки из окон второго этажа в преследующих их шуанов. Делегация женщин уговорила предводителей шуанов дать им время спрятать ценности, после чего шуаны вошли в город и разграбили то, что смогли найти. 
В 1944 году, когда немцы отступали из Вильдьё, они оставили в городе снайпера, который застрелил некоторых первых американских солдат, прежде чем был уничтожен. Командир американских войск собирался запросить бомбардировку города с самолета, но местный мэр подошел к нему и сказал, что в Вильдьё не осталось немцев, в чем предложил убедиться, прокатившись с ним через город на переднем сиденье американского джипа. Благодаря этому Вильдьё стал одним из немногих городов в регионе, избежавших крупных разрушений во время войны.

## Достопримечательности
- Здание мэрии 1869 года
- Готическая церковь Нотр-Дам XIII-XV веков
- Церковь Святой Троицы XII века

## Экономика
Вильдьё сохраняет традиции обработки металлов, особенно латунных и медных изделий, производимых с маркой "Poêles". Город также известен своим кустарным производством больших церковных колоколов, которое было начато выходцами из Лотарингии около 1780 года. В Вильдьё имеются мясокомбинат и сыродельный завод; в последний годы все большее значение приобретает туризм.
Структура занятости населения:
- сельское хозяйство — 1,1 %
- промышленность — 24,0 %
- строительство — 4,6 %
- торговля, транспорт и сфера услуг — 42,9 %
- государственные и муниципальные службы — 27,4 %

Уровень безработицы (2018) — 13,6 % (Франция в целом —  13,4 %, департамент Манш — 10,4 %). 

Среднегодовой доход на 1 человека, евро (2018) — 19 400 (Франция в целом — 21 730, департамент Манш — 20 980).

## Демография
Динамика численности населения, чел.

## Администрация
Пост мэра Вильдьё-ле-Поэль-Руффиньи с 2016 года занимает Филипп Леметр (Philippe Lemaître), с 2014 года бывший мэром Вильдьё-ле-Поэль.  На муниципальных выборах 2020 года возглавляемый им центристский список победил в 1-м туре, получив 53,72 % голосов.
| Период | Период | Фамилия       | Партия                        | Примечания                     |
| ------ | ------ | ------------- | ----------------------------- | ------------------------------ |
| 2016   |        | Филипп Леметр | Союз демократов и независимых | менеджер по работе с клиентами |

## Города-побратимы
- Хорн-Бад-Майнберг, Германия
- Сент-Сейвьер, Джерси
- Мирафлорес, Перу

## Знаменитые уроженцы
- Александр из Вильдьё (ок.1175-1240), монах-минорит, поэт, грамматик, математик и схоластический писатель XIII века

## Галерея

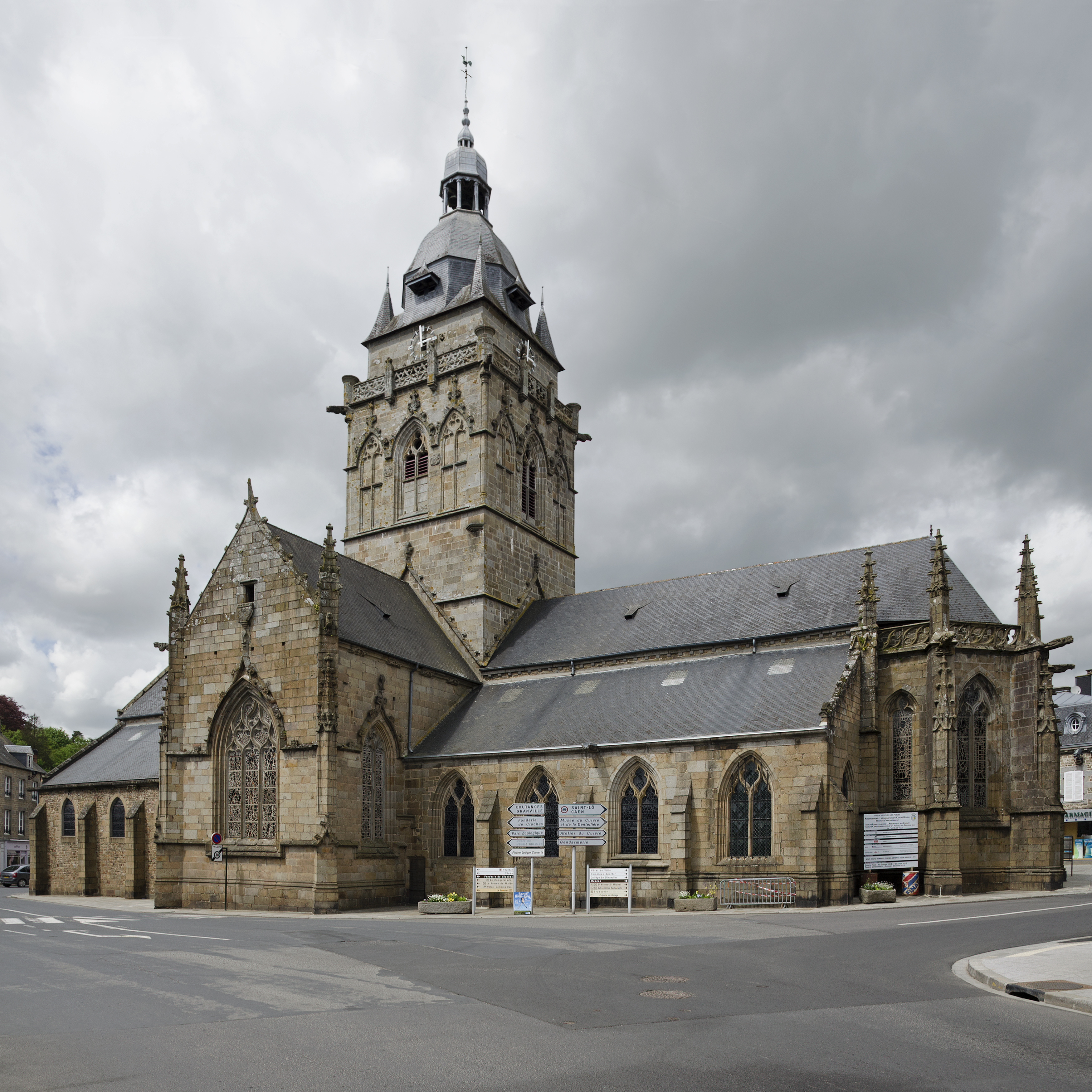
Церковь Нотр-Дам
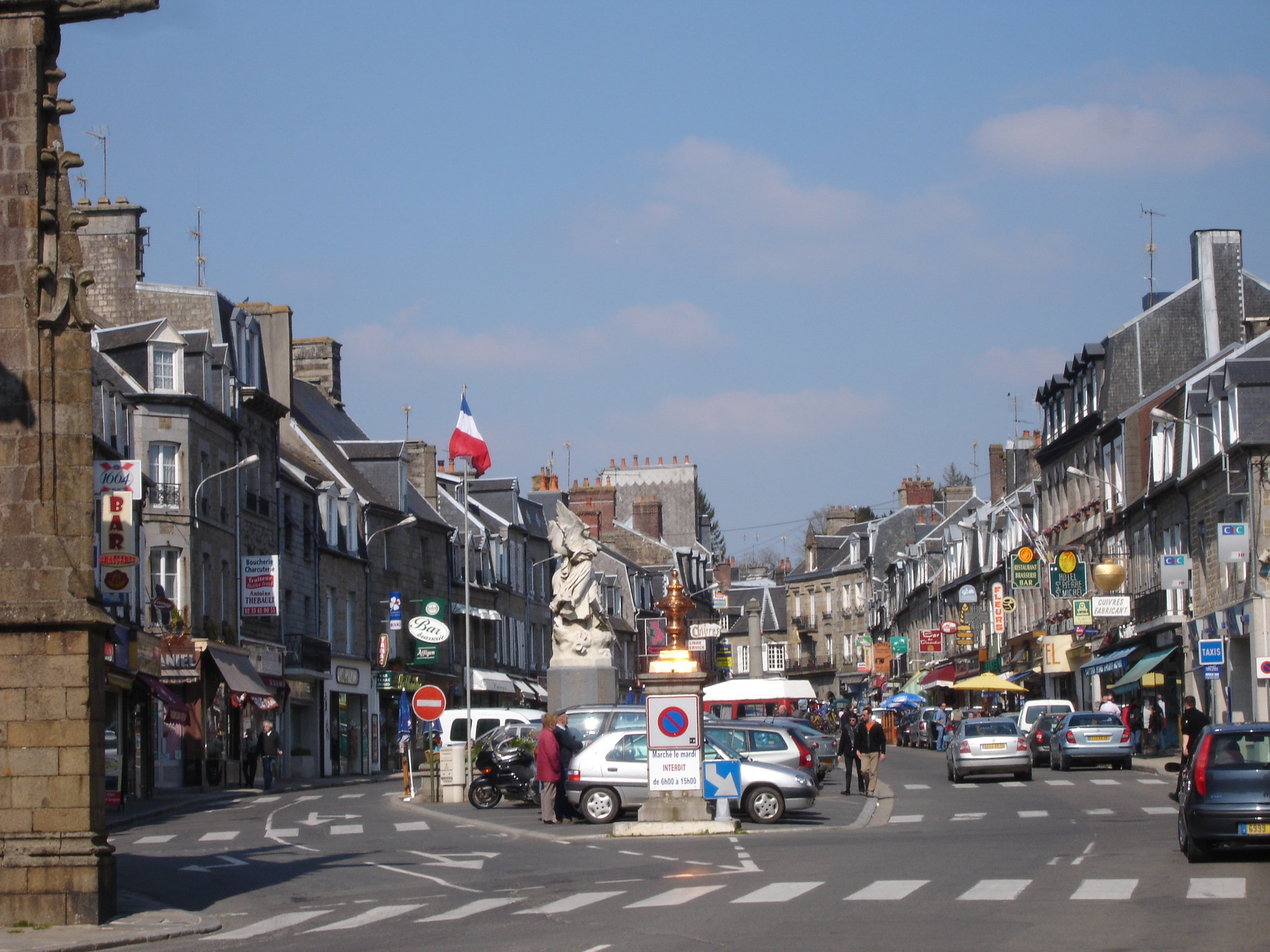
Площадь Республики в центре города